# جان مورفی
جان مورفی (انگلیسی: John Murphy؛ زادهٔ ۴ مارس ۱۹۶۵) موسیقی‌دان و آهنگساز اهل بریتانیا است. او از سال ۱۹۸۰ میلادی تاکنون مشغول فعالیت بوده‌است.
از فیلم‌ها یا مجموعه‌های تلویزیونی که جان مورفی در آن‌ها نقش داشته‌است می‌توان به سال‌های خوش گذشته، قاپ‌زنی، قفل، انبار و دو بشکه باروت، عزب، تیراندازها، مین ماشین، شهر ساحلی، ۲۸ روز بعد، بالاترین نمره، میلیون‌ها، مرد، غریزه اصلی ۲، میامی وایس، آفتاب، ۲۸ هفته بعد، آخرین خانه در سمت چپ، زره‌دار و کیک-اس اشاره نمود.